# Flymens församling
Flymens församling var en församling i Lunds stift. Den uppgick 2002 i Lyckå församling.
Församlingskyrka var Flymens kyrka.

## Administrativ historik
Församlingen bildades den 1 maj 1920 genom utbrytning ur Augerums församling efter att ha varit ett kapellag inom densamma sedan 1908. 
Fram till 1 maj 1976 ingick församlingen i Lösens pastorat, därefter i Augerums, Lösen och Flymens pastorat. År 2002 uppgick församlingen i Lyckå församling och pastorat.
Församlingskod var 108007.

## Befolkningsutveckling
| Befolkningsutvecklingen i Flymens församling 1910–1990       | Befolkningsutvecklingen i Flymens församling 1910–1990 | Befolkningsutvecklingen i Flymens församling 1910–1990 | Befolkningsutvecklingen i Flymens församling 1910–1990 | Befolkningsutvecklingen i Flymens församling 1910–1990 |
| ------------------------------------------------------------ | ------------------------------------------------------ | ------------------------------------------------------ | ------------------------------------------------------ | ------------------------------------------------------ |
|                                                              |                                                        |                                                        |                                                        |                                                        |
| År                                                           |                                                        |                                                        | Folkmängd                                              |                                                        |
| 1910                                                         | 1910                                                   |                                                        | 1 209                                                  |                                                        |
| 1920                                                         | 1920                                                   |                                                        | 1 047                                                  |                                                        |
| 1930                                                         | 1930                                                   |                                                        | 947                                                    |                                                        |
| 1940                                                         | 1940                                                   |                                                        | 926                                                    |                                                        |
| 1950                                                         | 1950                                                   |                                                        | 805                                                    |                                                        |
| 1960                                                         | 1960                                                   |                                                        | 630                                                    |                                                        |
| 1970                                                         | 1970                                                   |                                                        | 454                                                    |                                                        |
| 1980                                                         | 1980                                                   |                                                        | 415                                                    |                                                        |
| 1990                                                         | 1990                                                   |                                                        | 385                                                    |                                                        |
| Anm: Källor: Demografiska databasen, CEDAR, Umeå universitet |                                                        |                                                        |                                                        |                                                        |